# 塚越孝のおはよう有楽町
塚越孝のおはよう有楽町（つかごしたかしのおはようゆうらくちょう）はニッポン放送で放送されていたラジオ番組。

## 概要
パーソナリティの「つかちゃん」こと塚越孝は2002年6月まではこの時間に『塚越孝の土曜ニュースアドベンチャー』を担当。『塚越孝 朝刊フジ』を2005年3月25日まで担当していた。
前番組の土曜ニュースアドベンチャーは報道部の制作であったが、同番組は制作部の制作に切り替わったため、番組内容もニュース中心から一新され、番組の思考も「はがき重視、音を楽しみ、大事にする」である。
番組冒頭は以前、塚越が同時間帯に担当していた『朝からたいへん!つかちゃんです』『塚越孝の土曜ニュースアドベンチャー』と同様、5時の時報後に「○月○日土曜日の朝がやって参りました。ニッポン放送 午前5時」と言っていた。
塚越を含む、ニッポン放送からフジテレビに転籍したアナウンサーのニッポン放送 番組出演契約が2006年9月末日までのため、2006年9月30日で番組が終了。塚越にとっては生涯 最期のワイド番組となり、ニッポン放送でパーソナリティを務めた番組はこれが最後となった。
後番組は、栗村智のおはよう散歩道。

## パーソナリティ
- 塚越孝（フジテレビアナウンサー）
- アシスタント:山本かおる

ニュースデスク:畑中秀哉

## 放送時間
- 2005年4月2日 - 2006年9月30日
- 毎週土曜日 5:00-7:00

## タイムテーブル（2006年4月から）
- 5:00　オープニング
- 5:03　朝一番のニッポン放送ニュース・天気予報
- 5:05　お便り紹介
- 5:17　独占!メジャーリーグTODAY
- 5:25　心のともしび
- 5:30　スポーツニュース
- 5:33　つかちゃんのハガキのコーナー
- 5:35　塚越孝の健康かわら版（ラジオ大阪で土曜6:35 - 時差ネット）
- 5:40　森田健作の我らニッポン人※このコーナーは、10月以降も放送される。

- 6:00　ニッポン放送ニュース･天気予報
- 6:05　土曜朝刊赤丸チェック!
- 6:10　本屋は最高!
- 6:15　セサミ通りのいきいきライフ
- 6:20 - 6：50　　まるまるワクワクタイム
  - 6:20　スポーツの魂（おどろきスポーツ烈伝の後継コーナー）
  - 6:30　はつらつ人生 on and off　（2006年度からこのコーナーに内包され、同時にスポンサーが変わった）
  - 6:45　サウンドクイズ「おっとどっこい!」
- 6:50　飛び出せ街かど天気予報（晴れ晴れキャスターズ…山口良子）・交通情報
- 6:55　エンディング

## 以前に同時間帯に放送された番組
- 塚越孝の土曜ニュースアドベンチャー（1998年4月 - 2002年6月）
- 井筒和幸の土曜ニュースアドベンチャー（2002年7月 - 2005年3月、パーソナリティは映画監督の井筒和幸）

※上記の2番組は報道部制作の番組である。

## 外部データ
- 塚越孝のおはよう有楽町 番組公式ホームページ

| ニッポン放送 土曜朝のニュースワイド  | ニッポン放送 土曜朝のニュースワイド | ニッポン放送 土曜朝のニュースワイド |
| 前番組                               | 番組名                              | 次番組                              |
| ------------------------------------ | ----------------------------------- | ----------------------------------- |
| 井筒和幸の土曜ニュースアドベンチャー | 塚越孝のおはよう有楽町              | 栗村智のおはよう散歩道              |